# Lolly Bomb
"Lolly Bomb" là một bài hát của ban nhạc punk-pop-rave người Nga Little Big. Bài hát được phát hành vào ngày 8 tháng 12 năm 2017 với tư cách là đĩa đơn chính trong album phòng thu thứ ba Antipositive part one của ban nhạc.

## Lịch sử
Trong một cuộc phỏng vấn với Knife, các đạo diễn đã nói những điều sau về bài hát:
Bằng cách nào đó, chúng tôi sáng tác video ca nhạc một cách tình cờ khi đang ngồi trong một quán cà phê có tôi, Ilyich và Tatarka. Chúng tôi ngồi, tự mãn và nhận ra rằng chúng tôi thực sự thích ý tưởng về Kim và mối quan hệ dịu dàng với quả bom.— Aline Pyazok

Trong bài hát, cách chơi chữ lollypop và lollybomb ám chỉ một người phụ nữ xinh đẹp. Vẻ đẹp của cô ấy bùng nổ như một quả bom. Tôi đã có một bản phác thảo trong một thời gian dài. Và chúng tôi đã thực hiện bài hát với nhóm của mình: chúng tôi viết nhạc với Lyubim, phần văn bản được viết bởi Fami.— Ilya Vladimirovich Prusikin

MV ca nhạc của ca khúc được phát hành vào ngày 8 tháng 12 năm 2017 trên kênh YouTube chính thức của nhóm. Video do Ilya Vladimirovich Prusikin và Aline Pyazok đạo diễn.

## Nội dung
MV lấy bối cảnh ở Bắc Triều Tiên, nơi Kim Jong-Un say mê tên lửa hạt nhân. Đây được cho là video châm biếm miêu tả Kim và tên lửa hẹn hò với nhau. Kim tặng hoa, ôm và hôn tên lửa, thậm chí là làm tình. Vừa lúc Kim cầu hôn, các binh sĩ lấy tên lửa ra khỏi tay ông và phóng lên trời. Kim rất buồn và khó chịu về điều này, nhưng khi video kết thúc, ông gặp một tên lửa khác và tiếp tục yêu.
Ban nhạc đã tìm kiếm diễn viên cho vai Kim Jong-Un trong một thời gian dài. Họ đã cân nhắc chọn các diễn viên Nga, rồi đến các diễn viên Kazakhstan. Cuối cùng, họ đã tìm được một diễn viên Úc gốc Hồng Kông, Howard X để đóng vai Kim.

## Giải thưởng và đề cử
| Năm  | Quốc gia | Phần thưởng                         | Loại                          | Kết quả   | Nguồn       |
| ---- | -------- | ----------------------------------- | ----------------------------- | --------- | ----------- |
| 2018 | Hoa Kỳ   | Giải thưởng Liên hoan phim toàn cầu | Video âm nhạc hay nhất        | đoạt giải | [ 7 ] [ 8 ] |
| 2018 | Đức      | Giải thưởng video âm nhạc Berlin    | Video âm nhạc vô giá trị nhất | đoạt giải | [ 9 ]       |